# Dersum
Dersum ist eine Gemeinde im Landkreis Emsland in Niedersachsen und gehört zur Samtgemeinde Dörpen.

## Geografie

### Geografische Lage
Die Gemeinde Dersum liegt zwischen der Ems im Osten und der Grenze zu den Niederlanden im Westen. Die Stadt Haren liegt etwa 24 Kilometer südlich, und Papenburg befindet sich etwa 17 Kilometer nordöstlich von Dersum.

### Nachbargemeinden
Nachbargemeinden sind im Norden die Gemeinde Heede, im Osten die Gemeinden Dörpen und Kluse, im Süden die Gemeinde Walchum und im Westen die niederländische Gemeinde Westerwolde.

## Geschichte

### Herkunft des Namens
Die Herkunft des Namens Dersum (alt: Dersinun) ist nicht bekannt. Es liegt aber ein chaukisch / friesischer Ursprung nahe. Die Namen friesischer Gründungen enden oft auf „-um“. Die Endungen ina, ini, ine, inun, enan, enun, um, un, ene, en kommen in zahlreichen Ortsnamen anstelle eines abgeschlissenen Grundwortes vor, ohne dass sich entscheiden lässt, ob sie auf einunddasselbe oder auf mehrere ursprüngliche, alte Wörter zurückgehen. Darin steckt ein allgemeines Grundwort mit der Bedeutung „Siedlung“. Das im Emsland häufige um ist eine jüngere Form, die zum Teile an die Stelle älterer getreten ist, beispielsweise bei Baccum statt Baccamun, Walchum für Walkiun.

### Eingemeindungen
Am 1. Januar 1973 wurde die Nachbargemeinde Neudersum eingegliedert.

## Politik

### Gemeinderat
Der Gemeinderat von Dersum hat elf gewählte Mitglieder. Dies ist die festgelegte Anzahl für eine Mitgliedsgemeinde einer Samtgemeinde mit einer Einwohnerzahl zwischen 1001 und 2000 Einwohnern. Die Ratsmitglieder werden durch eine Kommunalwahl für jeweils fünf Jahre gewählt.
| Partei                                                                                               | 2021 |   | 2016 | 2011 | 2006 |
| --- | ---- | - | ---- | ---- | ---- |
| CDU                                                                                                  | 6    | 9 | 9    | 8    |      |
| UWGD                                                                                                 | 3    | – | –    | –    |      |
| SPD                                                                                                  | 1    | 1 | 1    | 1    |      |
| Einzel                                                                                               | 1    | 1 | 1    | 1    |      |
| ______________________ UWGD: Unabh. Wählergemeinschaft Dersum Einzelbewerber 2006–2021: Hubert Brand |      |   |      |      |      |

### Bürgermeister
- seit 2024 Paul Hannen (CDU)[6]
- 2011–2024 Hermann Coßmann (CDU)
- 1999–2011 Hermann Schwarte (CDU)[7]
- 1952–1973 Wilhelm Albers (CDU)[8]

### Hoheitszeichen
| Wappen der Gemeinde Dersum | Blasonierung: „Über blauem Wellenbalken von Gold (Gelb) und Rot halb gespalten, darin in verwechselten Farben vorn eine Kaufmannswaage, hinten eine Korngarbe; darunter in Gold (Gelb) drei 2:1 gestellte rote Kleeblätter.“ |
| Wappen der Gemeinde Dersum | Wappenbegründung: Das von Ulf-Dietrich Korn aus Münster entworfene Wappen wurde vom Rat der Gemeinde Dersum in den Sitzungen am 20. Juli 1995 und am 4. Dezember 1995 eingeführt und am 9. April 1996 vom Landrat des Landkreises Emsland genehmigt. Der Wellenbalken steht für die Entwässerung und Kultivierung des Moorbodens. Die dadurch entstandene neue fruchtbare Feldflur stellt eine wichtige Grundlage für das Gemeinwesen dar; die Waage steht für den Handel, die Garbe für den fruchtbaren Boden und die Kleeblätter für die Milchwirtschaft. Die Farben Rot und Gold stehen einerseits für das Stift Corvey und andererseits für das Hochstift Münster zu dem das Gemeindegebiet vom 9. bis zum frühen 19. Jahrhundert gehörte. |

Hissflagge: „Die Flagge ist rot-gelb-rot quer gestreift belegt mit dem Wappen in vorderen Drittel, das mit Schildhaupt und mit Schildfuß etwa zur Hälfte die beiden roten Streifen überdeckt.“
Banner: „Das Banner ist vier mal gespalten von Gelb und Rot; im quadratischen roten Bannerhaupt mit dem Wappen belegt.“
Gemeindesiegel: „Das Dienstsiegel enthält das Wappen und die Umschrift ‚GEMEINDE DERSUM - LANDKREIS EMSLAND‘.“

Hissflagge der Gemeinde
Banner der Gemeinde
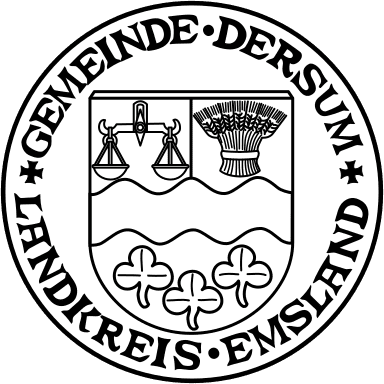
Gemeindesiegel

## Wirtschaft und Infrastruktur

### Ansässige Unternehmen
In Dersum ist die Firma Hero-Glas ansässig.

### Verkehr
Durch das Gemeindegebiet verläuft die Autobahn A 31 mit der Anschlussstelle Dörpen. Östlich der Ems verläuft die B 70.
In Dörpen befindet sich der nächste Regionalbahnhof an der Strecke Münster–Emden (Emslandstrecke).

## Persönlichkeiten
- Harmen Gansevoort (um 1634–1709), früher Siedler in Nordamerika
- Anne Ross (* 1985), Sängerin